# Livojoki
La rivière Livojoki (finnois : Livojoki) est un cours d'eau de Laponie en Finlande,.

## Description
La rivière Livojoki, longue d'environ 130 km, a pour origine le lac Livojärvi dans la municipalité de Posio.
La Livojoki coule principalement vers le sud-ouest. A quelques kilomètres à l'ouest du centre administratif de Pudasjärvi, elle se jette dans l'Iijoki.